# Louis-Étienne Charpillon
Louis-Étienne Charpillon, né le 7 avril 1817 à Tannerre-en-Puisaye et mort le 20 août 1894 à Domecy-sur-Cure, est un historien local français spécialisé dans le département de l'Eure.

## Biographie

### État civil
Charpillon est né de Marie-Angélique Rameau (1782-12 juin 1836) dont le mari, père de l'enfant, est Louis Pierre (1783 - 25 janvier 1845), marchand de bois natif de Leugny. Les conditions de vie de la famille implantée à Tannerre-en-Puisaye, bourg de quelque 700 habitants, sont modestes.
Il est le benjamin d'une fratrie constituée de Jeanne (9 novembre 1811-) et Pierre Césaire (1815-).

### Carrière bourguignonne
En 1841, Charpillon a 24 ans ; son nom figure dans l'annuaire du département de l'Yonne, en qualité de notaire installé à Sens où est répertorié antérieurement un Louis Césaire Charpillon, notaire.
En 1846, il est toujours nommé dans le même annuaire en qualité d'ancien notaire domicilié à Sens,
arrondissement du même nom, tandis que, quelques pages plus loin, le même annuaire fait état de sa présence dans le canton d'Auxerre, à Saint-Bris : il est en effet le successeur de Me Pascal Symphorien Drouot, actif entre 1830 et 1842, 9 rue de Paris.
C'est dans ce dernier bourg de près de 2 000 habitants qu'en 1848, à l'occasion de la campagne électorale d'Alexandre Dumas dans l'Yonne, ce dernier entre dans le cours de la vie de Charpillon. Ils partagent tous deux le goût de la chasse. La biographie de Dumas mentionne qu'il travailla chez un notaire à ses débuts, tout comme Charpillon fut clerc avant d'acheter sa propre charge.
Dumas décrit la qualité des poules de concours bramas et cochinchinoises à l'élevage desquelles se livre Charpillon à Saint-Bris, où ce dernier est l'un des adjoints du maire.
Le revers de la médaille veut qu'Alexandre Dumas emprunte beaucoup d'argent à son « ami Charpillon » qui n'élève hélas pas de poule aux œufs d'or…

### Carrière normande
Si l'on peut expliquer les raisons qui poussent Charpillon à quitter sa région natale à cause de ses revers de fortune, on ignore le motif qui lui a fait choisir la Normandie. Toujours est-il que l'étude de Saint-Bris passe à Me François Théveny en 1856.
Il résida avec sa famille à Pinterville, commune proche de Louviers dans l'Eure, Pinterville où officie un curé du nom d'Anatole Caresme en l'église de la Sainte-Trinité. Ultérieurement, sa mutation expresse pour Darnétal suivit son affectation à Gisors après les événements de l’« envahissement prussien ».
À Gisors, à partir du 24 septembre 1865, on le retrouve juge de paix. Les archives des affaires dont il a eu à connaître n'étant pas accessibles, on ignore l'ampleur des fonctions de ce notable dans le canton, si ce n'est en termes statistiques repris dans Gisors et son canton.
En marge donc de cette fonction dans la magistrature, on lui doit, avec la collaboration du lovérien de naissance l'abbé Caresme, un ouvrage qui fait désormais référence, dont la plupart des articles de la présente encyclopédie consacrés aux communes, aux institutions comme aux hommes qui ont fait l'histoire de l'actuel département de l'Eure constituent la source de leurs références.

## Œuvre majeure
Entre 1868 et 1879 paraissent respectivement les deux volumes du Dictionnaire historique de toutes les communes du département de l'Eure - histoire, géographie, statistique, dictionnaire ainsi conçu :
- 1868 : Volume I - 1re partie[19] - Dédicace - Introduction - Préface (pp. I à VIII) - Chapitres 1 à 18 (bibliographie) : statistiques : pp. 1 à 86 - Communes de Aclou à Bouafles, pp. 87 à 468;  (ISBN 9782877607308) (fac similé Res Universis) /  (ISBN 2-87760-730-5)

- 1868 : Volume I - 2e partie[20] - communes de Bouchevilliers à Duranville - pp. 469 à 960;  (ISBN 9782877607308) (fac similé Res Universis) /  (ISBN 2-87760-730-5)

- 1879 : Volume II - 1re partie[21] - Préface d'Alexandre Dumas Paris et la Province, datée du 22 décembre 1867, pp. I à IV- Communes d'Écaquelon à Lyons-la-Forêt - pp. 1 à 484;

- 1879 : Volume II - 2e partie[21] - Communes de la Madeleine de Nonancourt à Vraiville - pp. 485 à 1005. Note de l'auteur p. 1005, signée à Paris du 24 mars 1879 - Errata pp. 1007-1010 - Carte p. finale.

La page de couverture des éditions originales comporte une composition des blasons colorisés des cinq villes chefs-lieux d'arrondissement. L'éditeur initial est la maison Delcroix, au 64 Grande-Rue aux Andelys. L'ouvrage est publié sous le patronage du préfet de l'Eure, Eugène Janvier de la Motte, augmenté de celui du conseil général de l'Eure par la suite. La dédicace du volume I est pour « la duchesse d'Istrie ».
L'introduction confirme son métier de juge de paix à Gisors, à la date du 20 décembre 1867. La page de couverture du volume II de 1879 laisse apparaître un Charpillon « ancien juge de paix ».
Charpillon en appelle au travail réalisé par son devancier de trente ans, Louis-Léon Gadebled. Dans le tome II, Charpillon reconnaît avoir suivi les orientations préconisées par l'abbé Caresme († 1876) de dresser une histoire aussi complète que possible commune par commune, notamment grâce aux notes accumulées par ce dernier pendant trente ans. Il remercie aussi Stéphane de Merval (1814-1894), éditeur scientifique, autre historien local.
La numérisation de l'ouvrage existe sous différents modes : par volume ou partie 1 ou 2 de volume. Le volume I est « communément » accessible dans son entier en ligne, tandis que certaines institutions universitaires proposent le volume II.
Une réédition sur papier en 500 exemplaires a été lancée en 1966 en deux tomes fidèles à l'originale.

## Faits saillants de ses activités
L'ouvrage Gisors et ses environs
Ce travail est antérieur au Dictionnaire. C'est le succès rencontré auprès des amateurs d'histoire locale qui décidera Charpillon d'entreprendre son dictionnaire. Des rééditions multiples en ont été faites depuis l'année de sa publication, 1867, dont une de 1979.
Mutation-sanction
Les événements du mois d'octobre 1870 à Gisors, surtout les écrits qu'il s'est obligé d'en faire en réponse à sa mise en cause, lui valent l'inimitié d'un doyen des députés en devenir, Louis Passy.
Le fait est que, le 15 novembre 1870, au cœur de la tourmente prussienne, il est muté à Darnétal. Sept mois après, le 12 avril 1871, il est « appelé à d'autres fonctions,. » Le 28 juillet 1871, il reçoit un témoignage de sympathie, écrit dans lequel le terme de « disgrâce » est employé.
Légataire universel de Dumas
Il est rapporté que le manuscrit du Chevalier de Sainte-Hermine aurait été « récupéré » par Charpillon dans la précipitation lors du décès de son auteur en décembre 1870, à une période où les Prussiens pénétraient dans Dieppe (Dumas est mort dans la villa de son fils à Puys, par Neuville-lès-Dieppe), puis perdu. Or ce fait s'explique car Charpillon est le légataire universel d'Alexandre Dumas, mort le 5 décembre 1870, voulu par ce dernier dans son testament dès 1865, ce qui le fera haïr par son fils, les dettes accumulées par Dumas père n'y étant pas pour rien.
Affaires parisiennes
Sans qu'on puisse se l'expliquer, le nom de Louis Étienne Charpillon, « ancien notaire à Saint-Bris-le-Vineux », transparaît en juillet 1874 à l'occasion de la publicité donnée à la cession de brevets d'invention par Pierre Grandjean, ingénieur mécanicien, à Louis Étienne Charpillon, concernant un nouveau système de chauffage qui porte son nom (Grandjean), applicable aux wagons de chemin de fer, aux voitures de toutes natures, aux navires, aux serres, appartements. On lit alors que Charpillon est à Paris, au no 8 de la rue Greffulhe. Et c'est de Paris en effet qu'il lance l'édition du volume II de son dictionnaire en 1878.
On perd sa trace à partir de cette année. De retour en Bourgogne, il meurt dans son département de naissance seize ans plus tard.

## Famille
Il se marie à Anne-Sophie Denis (1821-) de Saint-Florentin, qui se trouve à une trentaine de kilomètres de Saint-Bris (Anne-Sophie meurt le 27 septembre 1856). Elle donne naissance à un premier fils Lionel le 11 août 1842, qui vivra un peu plus d'un an. Joseph Étienne Albert naît le 25 février 1844. Marie Jeanne Sophie Denise, née le 5 octobre 1847, se marie à Gisors, le 4 juin 1872.
Il épouse en secondes noces, en 1857, Marie-Catherine Dechamps (1840-1898) née à Armes, que l'on suppute être une fille naturelle d'Alexandre Dumas. Leurs deux enfants sont Louis Paul César (1859-1925) et Max Étienne (1863-…).
Il a un parent, Césaire Guyard, installé à Domecy-sur-Cure. C'est dans sa maison dont Charpillon a hérité qu'il meurt à 77 ans.

## Distinctions
- Officier d'académie[2]